# Alexander Millecker
Alexander Millecker (* 12. Mai 1973 in St. Pölten) ist ein österreichischer Journalist.

## Karriere
Während seines Studiums der Politikwissenschaft, Soziologie und Philosophie arbeitete Alexander Millecker zunächst als Referent der Grünen St. Pöltens, bevor er als Pressesprecher der Grünen im niederösterreichischen Landtag tätig war. Im Jahr 2003 wechselte er zum Wiener Stadtsender Puls TV (Wien), wo er zwei Jahre als Videojournalist und Teamleiter "Politik" Erfahrung sammeln konnte. Im Jahr 2006, nach einem kurzen Gastspiel bei Radio Wien, begann er seine Tätigkeit in der Nachrichtenredaktion des österreichischen Privatfernsehsenders ATV, dort fungierte er ab 2007 als Chef vom Dienst. Zwischen Juni 2008 und 2017 war Alexander Millecker Nachrichtenchef des Senders und wechselte anschließend zu Addendum, wo er aber bereits Anfang 2018 wieder ausstieg. Danach gründete er das Unternehmen Ostfilm.